# Okūz Gonbadī
Okūz Gonbadī (persiska: اکوز گنبدی, Āgūz Gonbadī) är en ort i Iran.   Den ligger i provinsen Östazarbaijan, i den nordvästra delen av landet, 400 km nordväst om huvudstaden Teheran. Okūz Gonbadī ligger 1 921 meter över havet och antalet invånare är 459.
Terrängen runt Okūz Gonbadī är platt åt sydväst, men åt nordost är den kuperad.Runt Okūz Gonbadī är det ganska glesbefolkat, med 39 invånare per kvadratkilometer. Närmaste större samhälle är Hashtrūd, 11,2 km söder om Okūz Gonbadī. Trakten runt Okūz Gonbadī består i huvudsak av gräsmarker.